# Parembole
La parembole (substantif féminin), du grec ancien παρεμβολήν : paremballô (« jeter entre, insérer »), des racines para (« à côté »), en (« dans ») et ballô (« jeter »), est une figure de style qui consiste en une proposition insérée dans un discours pour exprimer le point de vue personnel de l'auteur ou du narrateur. Elle est proche de l'aparté au théâtre ou de la parenthèse dans le récit; cependant la parembole conserve un lien sémantique avec le sujet de la proposition principale. 

## Exemples
« il y a, sur tous les visages attentifs, l’oblique arrivée des choses dites, par les écouteurs où dix langues traduisent, et vers la fin de ce que je dis ce mouvement vers moi d’un petit peuple, on dirait d’enfants, qui m’assaille d’une sorte de chant de cigales […] »

— Louis Aragon, La Mise à Mort

## Définition

### Définition linguistique: parembole et parenthèse
Le mot parembole est devenu archaïque en français. En dehors du critère de la longueur du segment inséré, la parembole ne se différencie pas à proprement parler de la parenthèse ou de l'incise; toutes deux sont des formes de digression. Bernard Dupriez propose lui d'utiliser le nom de parembole pour le cas de la « parenthèse syntaxiquement liée »; inversement, J.Marouzeau considère la parenthèse comme une insertion dans le cours d'une phrase d'un élément qui ne lui est pas syntaxiquement rattaché; l'élément en question doit ainsi pourvoir être ôté sans que cela nuise à la compréhension de la phrase, comme dans ces vers de Paul Éluard: 
Allongé sur le lit le soleil me fait grâce

Je garde encore la tendresse de la nuit
Pour Michel Pougeoise, la distinction est si subtile qu'elle ne mérite pas de différencier parembole de parenthèse. Seule la typographie cependant permet de les distinguer: la parenthèse a en effet recours aux parenthèses alors que la parembole interrompt naturellement le cours du discours.  Henri Morier conserve lui la définition première de cette figure : « Type de parenthèse qui se rattache par le sens qu’elle enferme, à quelque partie de la phrase où elle s’intercale. ».

### Définition stylistique
La parembole, au contraire de la parenthèse, a une fonction lyrique dans le sens où elle permet à l'auteur d'interrompre le récit pour donner son point de vue; en ce sens on la confond souvent avec l'épiphrase, qui est une digression plus importante et plus étalée. En somme, la parembole est une pause marquant un avis ou une opinion, comme dans cet extrait de Henri Michaux: « Perdu en un endroit lointain (ou même pas), sans nom, sans identité » (Peintures, poème Clown).
Très utilisée en poésie médiévale et de la Renaissance, les poètes l'appellent alors parenthèse palliée .

## Figures proches
| Figure mère            | Figure fille |
| ---------------------- | ------------ |
| digression, parenthèse |              |

| Antonyme | Paronyme | Synonyme                             |
| -------- | -------- | ------------------------------------ |
|          | parabole | parenthèse, épiphrase, incise, pause |